# Tina Ferreira
María Cristina Ferreira Acosta (Pando, 14 de mayo de 1972), conocida como Tina Ferreira, es una artista, periodista y emprendedora uruguaya, conocida en sus inicios, por sus participaciones en las comparsas de Candombe y Carnaval.

## Biografía
Hija de Rosa Acosta y José Ferreira. 
Con 18 años el director de una comparsa de candombe, José de Lima, la contrató para encabezar su espectáculo “Marabunta”. Ese año obtuvo el premio a la mejor vedette del desfile de llamadas y del concurso oficial de Carnaval, así como el previo revelación. En los años siguientes participó en las comparsas Yambo Kenia, Serenata Africana, Kanela y su Baracutanga, Senegal, Sarabanda, Tronar de Tambores, Aurora, Triniboa, obteniendo dieciséis menciones a la mejor vedette entre los concursos oficiales de Llamadas y de Carnaval.

## Carrera
En 2001 fue convocada por el documentalista de televisión Daniel Correa para conducir el programa “Salas de Naciones” dedicado a la difusión de temas relativos a los afrodescendientes. Participó también en varios programas de televisión, como “De Igual a Igual”, “Sin Misterio”, “Todo Carnaval 2003”, “Anticipo de Carnaval 2003”, “Subrayado Dominical”, “Pasión de Carnaval” y “La Fiesta”.
Integró el equipo se asesores de la Presidencia de la Junta Departamental de Montevideo y en el 2009 realizó el procedimiento de evaluación de las Cuerdas de Tambores para la Movida Joven de la Comuna capitalina.
Ha realizado viajes a México, Australia, Argentina, Chile y EE. UU., Brasil como representante del Candombe y también ha participado como invitada especial en diferentes programas televisivos, desfiles de moda, concursos, publicidad, videos clips, producciones fotográficas y cine.

## Premios
- 1991, Premio revelación del Concurso de Llamadas, Uruguay.
- 1993, 1995, 1995, 1998, 2000, 2001 y 2007, Premio Mejor Vedette del Concurso de Carnaval, Uruguay.
- 2001, Premio Morosoli